# آلن دوونشایر
آلن دوونشایر (به انگلیسی: Alan Devonshire) بازیکن فوتبال زادهٔ ۱۳ آوریل ۱۹۵۶ اهل انگلستان بود که سابقهٔ بازی در تیم ملی فوتبال انگلستان را در کارنامهٔ خود دارد. وی در تاریخ ۲۰ مه ۱۹۸۰ نخستین بازی ملی خود را در مقابل تیم ملی فوتبال ایرلند شمالی انجام داد و با حضور در ۸ بازی ملی، در تاریخ ۱۶ نوامبر ۱۹۸۳ واپسین بازی ملی‌اش را در برابر تیم ملی فوتبال لوکزامبورگ برگزار کرد.